# Nikki Walker
Nikki Walker nasceu a 5 de Março de 1982 em Aberdeen, Escócia. Ele é um jogador de Rugby escocês que actualmente representa os Ospreys nas competições de clubes e a nível internacional representa Escócia, contando com 15 internacionalizações.
Habitualmente joga na posição de ponta apesar de ter dimensões bastante maiores (1,96 m e 107 kg) do que a maioria dos jogadores a actuar nessa posição, caso do seu colega de equipa Shane williams que mede 1,70 m e pesa 80 kg.

## Carreira Internacional
A sua estreia pela Escócia foi frente à Roménia em 2002, uma semana depois voltou a jogar defronte da poderosa África do Sul marcando o seu primeiro ensaio anível internacional. Apesar de ser bastante novo na altura, a sua chamada foi uma recompensa pela óptima campanha realizada ao serviço dos Border Reivers com 11 ensaios marcados desde o início da época. Depois dos jogos internacionais de Novembro de 2002, só voltou a representar a Escócia no Torneio das Seis Nações em 2007. Essa nova chamada deveu-se ao bom desempenho realizado ao serviço dos galeses Ospreys, equipa que represanta desde 2006, altura em que abandou os escoceses Border Reivers.